# Корелицький (струмок)
Корелицький (пол. Korzelecki) — струмок в Україні у Перемишлянському районі Львівської області. Правий доплив річки Гнилої Липи (басейн Дністра).

## Опис
Довжина струмка приблизно 5,35 км, найкоротша відстань між витоком і гирлом — 2,63  км, коефіцієнт звивистості річки — 2,03 . Формується багатьма струмками.

## Розташування
Бере початок на південно-західній околиці села Кореличі. Спочатку тече переважно на північний схід через село, далі тече переважно на південний схід і на південно-східній околиці села впадає у річку Гнилу Липу, ліву притоку річки Дністра.

## Цікаві факти
- У селі Кореличі струмок перетинає автошлях Т 1417[2] (автомобільний шлях територіального значення у Львівській та Івано-Франківській областях. Проходить територією Львівського р-ну, Львівської обл., та Івано-Франківського району, Івано-Франківської області, через Куровичі — Перемишляни — Рогатин. Загальна довжина — 42,8 км.).